# Суро (Кимгван Кая)
Суро (кор. 수로왕, 首露王, Suro-wang, Suro-wang) — легендарний корейський ван (цар), засновник держави Кимгван Кая.

## Легенда
Письмові згадки про Суро належать до XIII століття, вони увійшли до збірки легенд Самгук Юса. Відповідно до переказу Суро був одним із шести князів, які вилупились із двометрових яєць, що впали з неба. Він нібито був наймогутнішим з них і спільно з ними створив племінний союз Кая. Його дружиною була Хо Хванок, яка ніби приїхала з Індії. У тому шлюбі народились десять синів і дві дочки.
Вік Суро, який ніби прожив 157 років, вважається неправдоподібними. Імовірна гробниця Суро розташована в місті Кімхе.